# 중국의 과거제

과거 응시자들이 시험 결과가 붙은 벽에 모여 있는 모습을 묘사한 그림. 과거 급제자를 발표하는 의식을 방방(放榜)이라 불렀다. (c. 1540, 구영 작)

과거(중국어 간체자: 科举, 정체자: 科舉, 병음: kējǔ 커쥐[*])는 중화 제국에서 공무원을 선발하기 위해 실시된 시험 제도이다. 중국에서 출생 신분이 아니라 능력을 통해 관료를 선발한다는 개념은 일찍이 있어왔으나, 필기 시험을 통해 관료를 선발하는 제도는 수나라에서 시작되어 당나라를 거쳐 송나라 때 정착되었다. 1000년 넘게 시행된 과거는 청말신정에 의해 폐지되었다.
과거 시험은 주로 작문 능력과 고전에 대한 이해를 확인하는 내용으로 이루어졌으며 국가 공직자들에게 이러한 상식을 공유하도록 만들었다. 이를 통해 과거는 중화 제국을 통합하는 데 도움을 주었으며, 능력에 따른 성취라는 이상은 황제의 통치에 정당성을 부여했다. 과거는 또한 중국에서 세속적 귀족과 군인 계층의 권력을 조절하고 사대부 계층을 형성하는 데 중요한 영향을 미쳤다.
과거는 송대에 이르러 세 단계의 시험으로 공식화되었고, 명대에는 시험의 범위가 성리학에 집중되었다. 가장 높은 과거 합격자인 진사(進士)는 고위 관직에 오르기 위해서는 필수적이었다. 반면 가장 낮은 지위였던 생원(生員)은 초과 선발되어 공직을 얻지 못하는 경우가 많았다. 19세기에는 자녀의 교육이나 관직의 매매를 통해 과거 제도에 부가 개입할 수 있었으며, 청대의 일부 비판자들은 과학과 기술 분야 지체의 원인으로 과거 제도를 꼽으며 개혁을 주창하기도 하였다.
과거 제도는 고려 등 한반도와 일본, 류큐 왕국과 베트남의 대월에도 도입되었으며, 그밖의 국가에서 근대 공무관리 기능이 발전하는 데에 영향을 주었다. 중국의 과거제로부터 영향을 받아 프랑스, 독일과 영국 동인도회사가 비슷한 채용제도를 도입하였으며 영국도 1855년 인도에서, 1870년 영국 본토에서 시험을 통해 공무원을 선발하기 시작했다.

## 같이 보기
- 한국의 과거 제도